# Элий Александрийский
Элий Александрийский (в части источников Элиас, греч. Ἠλίας) — позднеантичный греческий философ

-неоплатоник VI века н. э., известный своими комментариями к трудам Аристотеля и Порфирия. Ученик неоплатоника Олимпиодора Младшего.

## Биография и научная деятельность
О его жизни осталось мало сведений. Судя по имени, он был христианином и читал в Александрии курс по логике Аристотеля.
Stanford Encyclopedia of Philosophy пишет:

Элий неоднократно подчёркивает убеждение платоников и неоплатоников в том, что целью философии является превращение или ассимиляция человека в божество, подлинно платоновский идеал, прямо изложенный в диалоге Платона «Теэтет» (176A-B).

## Труды
До наших дней дошёл его комментарий к исследованию аристотелевых «Категорий» Порфирия, написанный на греческом языке, а также несколько фрагментов его комментария к «Первой аналитике» Аристотеля и ряд схолиев к книге Аристотеля «Об истолковании». Возможно также, что именно Элий, а не другой ученик Олимпиодора, Давид Александрийский, является автором комментария на аристотелевы «Категории».
Ранее Элию (иногда — Давиду) ошибочно приписывался обширный комментарий в «Введению» Порфирия; возможно, его настоящим автором был Стефан Александрийский
По некоторым данным, Элий написал комментарий к сочинению Галена «О школах». О комментариях Элия к текстам Платона сведений нет.